# Cabeço do Vermelho
O Cabeço do Vermelho é uma elevação portuguesa localizada na freguesia de São João no concelho das Lajes do Pico, ilha do Pico,arquipélago dos Açores.
Este acidente geológico tem o seu ponto mais elevado a 763 metros de altitude acima do nível do mar.
Nas próximidades desta elevação encontra-se o Cabeço da Brindeira, o Cabeço do Moiro e o Cabeço da Junqueira.